# تسويق طلابي
يشير مصطلح التسويق الطلابي، الذي يشيع استخدامه بشكل كبير في المملكة المتحدة، إلى ترويج المنتجات والعلامات التجارية والأفكار لأكثر من 3 ملايين طالب من طلاب التعليم العالي وما بعده. ويتم تنفيذ التسويق الطلابي بصفة عامة من خلال وسائل الإعلام أو أماكن التسويق المحيطة بالطالب في الحرم الجامعي.
إن التسويق الطلابي ليس هو نفسه التسويق لاتحاد الطلاب الذي يركز على فرص التسويق فقط من خلال اتحاد الطلاب ورابطتهم ونقاباتهم الإعلامية. فهذا النوع من الإعلام يتم دعمه من شركات تقوم بخدمات إعلامية لأفراد اتحاد الطلاب إلى جانب إنتاج أنظمة الجرائد ومواقع الإنترنت الخاصة بهم.
قُدر إنفاق الطلاب من قبل الاتحاد القومي للطلاب للخدمات المحدودة بأكثر من 13 مليار جنيه إسترليني في العام، مما يجعلهم سوقًا رئيسيًا لعلامات المستهلك التجارية.
ومع تطور ونمو الإنترنت، اختلفت الحملات الإعلانية بشكل كبير حيث تشمل الآن عناصر متعددة بدءًا من النشاط التقليدي داخل الحرم الجامعي وحتى البلوتوث وحملات المشاة والبريد الإلكتروني وخدمة الرسائل القصيرة والإعلام الشبكي والاجتماعي. وهناك العديد من العلامات التجارية الرائدة مثل بي بي سي وبرجر كينج واو تو وريد بول وفيرجن شاركت بفعالية في سوق طلاب المملكة المتحدة من خلال وكالات مثل كامبوس جروب و بام للتسويق الطلابي و كامبوس ميديا و لاونج جروب وقنوات إعلامية مثل هالو يو التي أنتجت طرود ترحيب الجامعات الرسمية بوضعها مباشرة في غرف الطلاب.
ولقد كان نمو حجم سوق الطلاب في المملكة المتحدة بشكل سريع على مدار السنوات الأخيرة هو العنصر الرائد في تنوع السوق، حيث يوجد 1.8 مليون طالب في برامج التعليم العالي الآن.
فعلى الرغم من أن ميزانية الطلاب محدودة، إلا أن الكثير منهم يعيش بعيدًا عن منازلهم ومن ثمّ فإنهم يقومون باختيار العلامات التجارية التي يشترونها لأول مرة بشكل مستقل. ومما لا شك فيه أن جذب الطلاب في هذا الوقت له عظيم الأثر على المدى الطويل في الولاء للعلامة التجارية.
قد يكون سوق الطلاب مربحًا للغاية، ذلك لأنه يتضمن قوة إنفاق مشتركة تقدر بأكثر من 10 مليارات جنيه إسترليني ومتوسط إنفاق للطالب يتجاوز 5 آلاف جنيه إسترليني في كل عام. إن الطلاب هم أكثر مجموعة مربحة ممن تتراوح أعمارهم من 18 إلى 24 عامًا.
يشكل طلاب الجامعات السوق المستهدف المثالي للشركات القائمة على الإنترنت. ذلك لأن أكثر من 99% من الطلاب يستخدمون الإنترنت بسهولة ويدخلون الإنترنت على الأقل مرة أسبوعيًا، على الرغم من أن دخولهم عادةً ما يكون يوميًا.
كما أنه لا ينتابهم نفس الخوف من الإنترنت كأغلب الناس، وخصوصًا عند استخدامه في شراء السلع - فمتوسط الشراء من الإنترنت يساوي 7 أضعاف شراء عامة الناس بالطريقة التقليدية.
وأخيرًا، ففي حين يستخدم السكان العاملون الإنترنت لأغراض العمل في الغالب، يقضي الطلاب ثلثي الوقت الذي يقضونه على الإنترنت في التصفح العام.
عندما يتعلق الأمر باستهداف الطلاب، فقد كانوا يعتبرون في الماضي هدفًا صعب المنال لأنهم يقضون معظم وقتهم في الحرم الجامعي أو في التواصل الاجتماعي. لا تُعتبر الأشكال التقليدية للإعلان – مثل الإذاعة الرئيسية والتلفزيون وحملات الدعاية الخارجية – قنوات مثالية للوصول إلى طلاب اليوم.
- منظمة الطلاب – وهي اتحادات الطلبة ونقابات الطلاب وروابط الطلاب (تم تأسيسها أساسًا في اسكتلندا).

وعلى الرغم من أن لكل منهم ملفه الإعلامي الخاص به (بدءًا من معرض الطلاب الجدد ومراسلات الصيف والجرائد والكتيبات والرسائل الإلكترونية ومواقع الإنترنت والمنشورات ..إلخ)، إلا أنه تتم إدارتهم عن طريق وكالات متخصصة من جهه خارجية (تهتم بدعم الإعلام من خلال هذه المنظمات التي تحتاج للحجز فيها من خلال وكالة الاعلام، وإذا كان الحجز مع وكالة أخرى ستضطر هذه الوكالة للنشر خلال وكالة حصرية).

## منظمات التسويق الطلابي
يُعتبر موقع بام للتسويق الطلابي هو الموقع الرائد في مجال توفير قنوات إعلانات منظمة الطالب الرسمية في المملكة المتحدة والمدير الحصري لإعلانات أكثر من 45 منظمة من منظمات الطلاب، بدءًا من اتحاد طلاب بريستول واتحاد طلاب جامعة شيفيلد وحتى الجامعات الأكثر تحررًا والسياسية إلى حد كبير مثل جامعة جولد سميث وجامعة لندن. كما أن موقع بام هو أكبر موفر للخدمات عن طريق المواقع الإلكترونية في المملكة المتحدة لمنظمات الطلاب (حسب نتائج استقصاء مصادر AMSU للعام 2009/2010)، التي تستضيف أكثر من 75 موقعًا إلكترونيًا.
يعمل موقع كامبوس ميديا أيضًا على تقديم حلول التسويق عبر الإنترنت وداخل الحرم الجامعي.
بالإضافة إلى عمل قناة هالو يو مع أكثر من 100 جامعة لتقديم وتوصيل هدايا الترحيب للطلاب في غرفهم، وتقدم تسويق العلامة التجارية والمنتج مباشرة للطلاب في غرفهم. وتُعد قناة هالو يو هي القناة الوحيدة التي تقدم هذا الاستثمار على هذا النطاق.